# Чахчах
Чахчах — село в Магарамкентском районе Дагестана. Входит в состав сельского поселения Киркинский сельсовет.
Официально образовано распоряжением Правительства Российской Федерации от 11.07.2024 № 1827-р.

## География
Располагалось на правом берегу реки Самур, в 7 км (по прямой) к северо-востоку от села Гарах.

## История
В конце 1920-х годов ниже села Чахчах, на берегу Самура, образовался отсёлок, который получил название Чахчах-Казмаляр. В 1930-е годы село становится отделением колхоза имени Кагановича. С начала 1960-х годов был начат процесс по плановому переселению жителей села на равнину в село Чахчах-Казмаляр. Колхоз был ликвидирован, а село стало отделением совхоза «Свердловский». В 1966 году на юге Дагестана произошло разрушительное землетрясение, село было разрушено, а население переселено на плоскость. Официально села Чахчах и Чахчах-Казмаляр исключены из учётных данных указом ПВС ДАССР от 14.03.1975 года.
Восстановлено распоряжением Правительства Российской Федерации от 11.07.2024 № 1827-р

## Население
| 1939 |
| ---- |
| 91   |

В 1939 году в селе Чахчах-Казмаляр проживал 91 человек, в том числе 40 мужчин и 51 женщина.